# Doomed
"Doomed" é uma canção da banda de rock britânica Bring Me the Horizon. Produzida pelo tecladista Jordan Fish e pelo vocalista Oliver Sykes, foi apresentada como faixa de abertura do quinto álbum de estúdio da banda de 2015, That's the Spirit. Embora não tenha sido lançada como single, a canção alcançou a posição 87 na UK Singles Chart e a quarta na UK Rock & Metal Singles Chart.

## Composição e letras
"Doomed" foi a primeira música escrita para That's the Spirit, embora tenha sido a última a ser concluída. Contando ao Loudwire, o vocalista Oliver Sykes afirmou que achou difícil escrever os vocais para a faixa devido ao seu ritmo lento e "vibração de stoner rock", que ele afirmou ter feito dela "a música mais diferente" que a banda já havia escrito até o momento. O refrão principal, "I think we're doomed (acho que estamos condenados)", é cantado em falsete suave para produzir uma sensação de contraste com o tom negativo da letra. Essa justaposição também se reflete nos diferentes estilos das seções da música, com os versos sendo "realmente claustrofóbicos e meio estressantes e agitados" e os refrões sendo "grandes, espaçosos, soltos, abertos e relaxados", segundo o tecladista Jordan Fish. Sykes expandiu a ideia do contraste na música, que ele revelou ter a intenção de refletir diferentes estágios da experiência do uso de drogas recreativas.
Liricamente, "Doomed" representa o tema principal do álbum de "encontrar a luz no escuro e o contraste entre os dois", bem como o conceito de niilismo. Elaborando isso em um comentário faixa por faixa para o Spotify, Sykes revelou que a música é "sobre como na maioria das vezes, minha vida parece um monstro incontrolável que não consigo manter sob controle" sendo que a primeira metade representa o "lado autodestrutivo e niilista" dele e o segundo descrevendo que ele "ganha uma segunda chance". Sempre foi o objetivo fazê-la a primeira música do álbum, a fim de retratar aos ouvintes a mudança de estilo em relação aos lançamentos anteriores da banda. Eleanor Goodman, do TeamRock, afirmou que a música "dá o tom para o resto do álbum, com uma dinâmica abrangente enquadrando as letras sobre a morte e a escuridão", além de propor que a frase "So come rain on my parade (Então venha chover no meu desfile)" se relaciona à arte do guarda-chuva usada em nas campanhas promocionais do álbum. Em um evento Reddit AMA ("Ask Me Anything"), o tecladista Jordan Fish revelou que "Doomed" era sua música favorita em That's the Spirit.

## Promoção e lançamento
A primeira prévia de "Doomed" foi lançada em 28 de agosto de 2015 na forma de um teaser de 30 segundos, ao lado de outro para a música "Follow You". Foi lançada como faixa de abertura do quinto álbum de estúdio da banda That's the Spirit, que estreou em 11 de setembro de 2015 e foi tocada como música de abertura na maioria dos shows da turnê promocional do álbum. Em 22 de abril de 2016, "Doomed" foi tocada como música de abertura do show da banda no Royal Albert Hall com a Orquestra Parallax. Thomas Doyle, da Rock Sound, apelidou a performance de "uma versão envolvente e desmaiada", alegando que ela estabeleceu grandes expectativas para o set. Amy Maxwell da Gigwise elogiou-o como "uma forma excepcional de abrir o show". Um vídeo ao vivo da apresentação da música no Royal Albert Hall foi lançado durante a promoção do That's the Spirit em 24 de outubro de 2016.

## Recepção critica
A resposta da mídia a "Doomed" foi geralmente positiva. Amy Gravelle do Gigwise saudou a música como "uma introdução épica ao álbum", elogiando a presença de sintetizadores, bem como a entrega vocal de Sykes. Tom Bryant, da Alternative Press, também elogiou os vocais da música, escrevendo que "Os silenciadores ambiente duvidosos de "Doomed" criam tensão nervosa... Então, do nada, [Sykes] encontra uma melodia linda, atingindo um doce falsete que arrepia a espinha". O escritor da Rock Sound Andy Biddulph, identificou a "abertura delicada" do álbum como evidência de que a banda estava "cheia de ideias novas e as executava com perfeição".
Muitos comentaristas enxergaram "Doomed" como um dos maiores desvios do trabalho anterior de Bring Me the Horizon. Biddulph descreveu a música como "diferente de tudo que [a banda] já tentou antes", enquanto Sarah Jamieson da revista DIY afirmou que, além de "Follow You", vê a banda "indo mais longe de sua zona de conforto do que nunca antes". Por outro lado, Gravelle afirmou que "Doomed" era a música de That's the Spirit que mais se parecia com o material de Sempiternal de 2013.

## Desempenho comercial
Após o lançamento de That's the Spirit, "Doomed" entrou na UK Singles Chart na posição 87, a posição mais alta das sete faixas que não são single do álbum. Na mesma semana, também entrou no UK Rock & Metal Singles Chart na posição 4, que foi superada apenas pelos três singles lançados anteriormente de That's the Spirit: "Throne", "Happy Song" e "Drown". "Doomed" permaneceu no top 40 quase até o fim do ano. Nos Estados Unidos, alcançou a posição 41 na parada Billboard Hot Rock Songs.

## Paradas
| Parada (2015)                               | Posição de pico |
| ------------------------------------------- | --------------- |
| UK Singles (OCC)                            | 87              |
| UK Rock & Metal (OCC)                       | 4               |
| US Hot Rock & Alternative Songs (Billboard) | 41              |

## Certificações
- Australia (ARIA) - Ouro (35,000 cópias)